# محمد محب باشا
محمد محب باشا (؟ - ؟) هو من رجال العهد الملكي المصري، تولى عدة مناصب سياسة، منصب محافظ القنال في الفترة من 1907 وحتى 1909، ثم انتقل ليصبح محافظاً للغربية، ثم أصبح أول وزيراً للزراعة، ثم وزيراً للمالية، وعضو مجلس الشيوخ المصري.

## مسيرته وسيرته
إنشاء في عهده دار الكتب بطنطا عام 1913م، وكان مقرها بيت القنصل بشارع الإمام الشافعي، ثم نقلت إلى الدور الأرضي بمبنى مجلس مدينة طنطا وعرفت بمكتبة بلدية طنطا. تم نقلها إلى موقعها الحالي بشارع البحر عام 1960 تحت اسم دار الكتب للثقافة والاجتماعات، وتم افتتاحها من جديد بعد عملية التطوير والتجديد لتصل إلى شكلها الحالي عام 1999.
وفي عهده كان شارع سعيد عبارة عن ترعة فأمر بردمها وحولها إلى شارع وأطلق على الشارع اسم محمد سعيد باشا رئيس وزراء مصر حين ذاك.
جمعته علاقة طيبة بالأديب مصطفى صادق الرافعي، وفي عام 1912 استقبل الباشا الأديب الرافعي ومعه الشاعر حافظ إبراهيم في بيته بطنطا لتناول العشاء وذلك خلال زيارة حافظ لطنطا، ووصفه الرافعي بأنه داهية ذكياً وظريفاً لبقاً.
تقدم محب باشا بطلب للخديوي عباس حلمي عام 1910م من أجل إنشاء مدرسة النسيج المصري بالمحلة الكبرى، واستغرق بناء المدرسة 4 سنوات حيث افتتحت في عام 1914م بحضور الخديوي عباس.
في 24 نوفمبر عام 1910م، تجمع طلبة المدرسة الإبتدائية والتحضيرية والثانوية ومدرسة الأقباط بطنطا، في محطة القطار للاشتراك في استقبال الخديوي عباس حلمي العائد من الأسكندرية إلى القاهرة مستقلاً القطار، فما أن وقف قطار الخديوي حتى صاح الطلبة جميعاً: ليحيا الخديوي ليحيا الدستور لتحيا مصر.
كان الهتاف للدستور في ذلك العهد يعد عملاً عدائياً، فظهر الاستياء على وجه الخديوي، فانزعج محب باشا مدير الغربية، فأمر بإخراج طلبة المدارس من المحطة وقبض على كثير منهم، بحجة انهم محرضون على مظاهرة، وكانت أول قضية حوكم فيها طلبة من أجل الهتاف للدستور.
نظرت القضية التي عرفت بقضية طنطا أمام محكمة جنح طنطا، برئاسة محمود بك علي سرور، وتولى الدفاع عن الطلبة عدد من المحامين هم: أحمد بك لطفي وإسماعيل بك شيمي والشيخ حسن عبدالقادر، والأساتذة: أحمد وجدي، علي كمال حبيشة، وعبدالفتاح رجائي، وقضت المحكمة بتاريخ 11 يناير 1911م بتغريم ستة من الطلبة غرامات يسيرة وبراءة الباقين.

## مناصب
- تولى محمد محب بك وزارة الزراعة عام 1913م، وعندما افتتحت مصر أول محطة لتوليد الطاقة الشمسية في العالم عام 1913، بطاقة إنتاجية تصل إلى ستة آلاف جالون من المياة في الدقيقة الواحدة، قرر محب باشا خوض المغامرة واستخدام المحطة لري حقول القطن، فكانت بورصة مينا البصل في الأسكندرية هي الأولى عالمياً في إنتاج القطن.
- تولى محب باشا وزارة المالية عام 1923، وفي الانتخابات البرلمانية عام 1924 طُلب من مدير الورش الحكومية أمين بك بهجت صناعة ثلاث آلاف صندوق انتخابي خشبي في عشرة أيام نصفها عطلات رسمية وبمبلغ ثلاثون ألف جنيه.

فكان رد أيمن بك صعوبة تنفيذ المهمة، فقام مستر جرينود «مراقب المشتريات الإنجليزي في وزارة المالية» بالاتصال بكبار التجار والصناع ومنهم إبراهيم لمعي بك أحد كبار تجار القاهرة في جيل العشرينيات، وطالبهم بتسليم هذا العدد من الصناديق في الموعد المحدد.
طلب إبراهيم لمعي ضمانات لهذا الاتفاق فأعطى لهم مراقب المشتريات الإنجليزي وعداً بأن وزارة المالية ستلتزم بدفع المبلغ وفي حال حدوث أي تقصير فهو مكلف بدفع الـ ثلاثون ألف جنيه بدلاً عنها.
علم رجل الأعمال الأشهر وقتها أحمد عبود باشا تفاصيل اتفاق مستر جرينود مع إبراهيم لمعي وشركاه، فاتجه إلى وزارة المالية والتقى محمد محب باشا وقال له: هؤلاء الناس الذين اقتسموا معي عطاء الصناديق لا يملكون في الواقع ورش نجارة، وورشتي في بولاق هي التي تقوم بالصناعة وبالتالي فإن الإنصاف هو أن آخذ العطاء كله.
اقتنع محب باشا برأي إبراهيم عبود، وبلغ مستر جرينود، وطلب منه إلغاء الاتفاق، فاستنكر جرينود هذا الطلب قائلاً: «أنا مراقب مشتريات الحكومة وهذا من اختصاصي وليس اختصاصك».
فعقد محب باشا صفقة مع أحمد عبود باشا قال له فيها: «إن مدير المشتريات رفض إلغاء العطاء، وأنت تقوم بصناعة صناديق الانتخابات كلها، في الموعد المحدد امتنع عن تسليمها وعندئذ تضطر الحكومة إلى مفاوضتك ولك أن تشترط ما تشاء».
بعد أيام علم إبراهيم لمعي بالصفقة التي تمت، واتجه إلى مستر جرينود ليخبره بها، فتواصل الأخير مع اللورد اللنبي المعتمد البريطاني والذي قرر أن يقوم رجال البوليس بأخذ صناديق الانتخابات بالقوة من أحمد عبود في حال تنفيذه لكلام محمد محب باشا.
وأبلغ اللورد اللنبي رئيس الوزراء إبراهيم يحيى باشا بالتطورات، فقام باستبعاد محمد محب باشا من منصبه كوزير للمالية.

## مقتل أبنته
لم يكن خروج محب باشا من الوزارة الصدمة الوحيدة له، ففي عام 1928 وتحديداً في مدينة فيينا عاصمة النمسا حيث كانت وجيهة هانم بنت محب باشا تقضي إجازة الصيف، تعرضت لإطلاق نار أثناء تواجدها في إحدى الحفلات الموسيقية على يد ضابط نمساوي سابق يدعى البارون فيلز جانتر، وعُرف فيما بعد أن الدافع وراء القتل هو ان الضابط النمساوي كان يريد الزواج منها فعلم برغبتها في العودة إلى مصر والزواج من شخص آخر.

## إسهاماته في وزارة الزراعة
- عين ناظر للزراعة أثناء الوزارة السعيدية في 21 نوفمبر 1913، وأثناء ناظرته أصيب أشجار التين الفيومي بآفة الفاكهة في17 ديسمبر 1913، وكانت الخسارة فادحة فأصدر منشور يرشد الأهالى إلى إستعمال دواء يطبخ ويرش به الأشجار المصابة ورأى انه من الصعب تنفيذ ذلك على الأهالى فقام بشراء المضخات لرش الأشجار وضم عملية تجهيز الدواء الى قائمة أعمال النظارة مقابل النفقات الضرورية، قام بمخاطبة نظارة المالية لاعتماد مبلغ 1500 جنيه للقيام بهذا العمل النافع وعرض على ناظر المالية فكرة قيامهم بمداوة الأمراض الأخرى بذاتها، وفى 19 ديسمبر 1913، أجتمع مع كبار المزارعين في جميع المديريات للمباحثات والتفاوض بأمور الرى وكانت النتائج مبشرة لأنه فتح عهداً جديداً وهو احتكاك الأفكار وتبادل الآراء له ثمار نافعة.
- رأى ان تقسيم الوجه البحرى إلى ثلاث مناطق وتروى بالتناوب وذلك لضمان توزيع كمية المياه على الأراضى بالعدل والإنصاف على أن تكون الأولى في فبراير والثانية في مارس والثالثة خارج النظام ومن يخالف يعاقب بالحبس والغرامة حسب قانون الترع الصادر في 12 فبراير 1894.[6]
- أوجب على مأمورى نظارة الزراعة الاشتغال 8 ساعات يوميا اى من الساعة 3 الى 6. فقد واجه نقداً من جريدة الوطن ولكن أيدته جريدة النوفيل واعتبرته قراراً صائبا وواجب التعميم.
- قام بتعين المساكن في 31/1/1914 التى تبنى على الاراضى الزراعية الموزعة مجانا وبرفقته الفريق إبراهيم فتحى مدير الغربية.
- استقالت الوزارة السعيدية في 6/4/1914 وأقامت الوزارة الرشيدية وعين ناظرا لأوقاف وحل محله إسماعيل صدقى باشا.

## أعلام وأوسمة
- أنعم عليه الخديوى بالنيشان المجيد الأول في 13 يناير 1914.
- أطلق اسمه على أحد شوارع مدينة طنطا، وشارع آخر بمدينة المحلة الكبرى.